# Локі (Кіновсесвіт Marvel)
Ло́кі Лафейсон (англ. Loki Laufeyson відомий з усиновлення як Ло́кі О́дінсон (англ. Loki Odinson і по своєму титулу як Бог обману́ — персонаж у медіафраншизі Кіновсесвіту Marvel (КВМ), оснований на однойменному персонажа Marvel Comics і однойменному богу зі скандинавської мітології. Його роль виконує Том Гіддлстон.
Локі є важливою другорядною фігурою Кінематографічного всесвіту Marvel. Станом на 2021 рік він з'явився у всіх трьох фільмах про Торі і в трьох з чотирьох фільмів про Месників, а також в телесеріалі «Локі» і короткометражному фільмі «Сімпсонів» «Хороший, Барт і Локі». Персонаж також з'явиться в серіалі-антології «А що як...?».
Персонаж Локі запозичив ряд характеристик і сюжетних ліній з усієї історії персонажа з Marvel Comics. Як і в коміксах, Локі, як правило, був лиходієм в КВМ, по-різному намагаючись завоювати Асґард або Землю і об'єднавшись з більш могутніми лиходіями для досягнення своїх цілей. Він відчуває особливу неприязнь до свого прийомного брата Тора і, бувало, по-різному вступає у спілку з Тором та іншими, а потім зраджує їх і регулярно повертається після гаданої смерті. У своєму розвитку в фільмах і телесеріалі він стає не стільки суперлиходієм, скільки антигероєм.

## Концепція і створення
Мітична фігура Локі передувала Тору в його першій появі в Marvel Comics, зображена в науково-фантастичній / фентезійній антології під назвою «Venus» # 6 (серпень 1949) видавництва Timely Comics, як член олімпійських богів, вигнаного в Підземний світ. Однак нинішня версія Локі вперше офіційно з'явилася в коміксі «Journey into Mystery» # 85 (жовтень 1962), де Локі був знову представлений як заклятий ворог Тора. Сучасний Локі був представлений братами і співавторами Стеном Лі та Ларрі Лібером, і його дизайн був перероблений Джеком Кірбі. Як один з заклятих ворогів Тора, Локі часто з'являвся в пов'язаних з Тором коміксах, таких як «Journey into Mystery» і «Thor», а також в інших коміксах Всесвіту Marvel, таких як «The Avengers» і «Люди Ікс», а також у коротких появах у серіях коміксів "Людина-павук" та "Захисники".
Ігрові екранізації персонажів коміксів про Тора пропонувалися в різний час, але не увінчалися успіхом. В середині 2000-х років Кевін Файгі зрозумів, що Marvel і раніше володіє правами на основних персонажів Месників, до числа яких входив Тор. Файгі, бувши самопроголошеним «фанатом», мріяв створити загальний всесвіт точно так же, як автори Стен Лі і Джек Кірбі зробили зі своїми коміксами на початку 1960-х років. У 2006 році фільм був анонсований як продукт виробництва Marvel Studios. У грудні 2007 року Протосевич описав свої плани на фільм так, щоб «це було схоже на історію походження супергероя, але не про те, як людина знаходить надздібності, а про бога, що реалізує свій справжній потенціал. Це історія бога Старого Завіту, який стає богом Нового Заповіту». У 2008 році Гільєрмо дель Торо почав переговори про режисура фільму. Дель Торо був шанувальником роботи Джека Кірбі в коміксах і сказав, що йому подобається персонаж Локі, але він хотів би включити до фільму більше оригінальної скандинавської мітології, включаючи «дійсно брудну Вальгаллу, [з] вікінгами і брудом». Однак дель Торо в кінцевому рахунку відмовився від «Тора», щоб стати режисером " Хоббіта ". Кеннет Брана почав переговори з приводу того, щоб стати режисером фільму, і до грудня 2008 року Брана підтвердив, що він був найнятий. Він описав його як «людську історію прямо в центрі великого епічного сценарію».
Повідомлялося, що на цю роль розглядалися кілька акторів, в тому числі Джош Гартнетт і Джим Керрі . У травні 2009 року Marvel оголосила, що Том Гіддлстон, який раніше працював з Браною і спочатку розглядався як виконавець головної ролі, був обраний на роль Локі. У червні 2009 року Файгі підтвердив, що Кріс Гемсворт і Гіддлстон підписали контракт.

### Характеризація

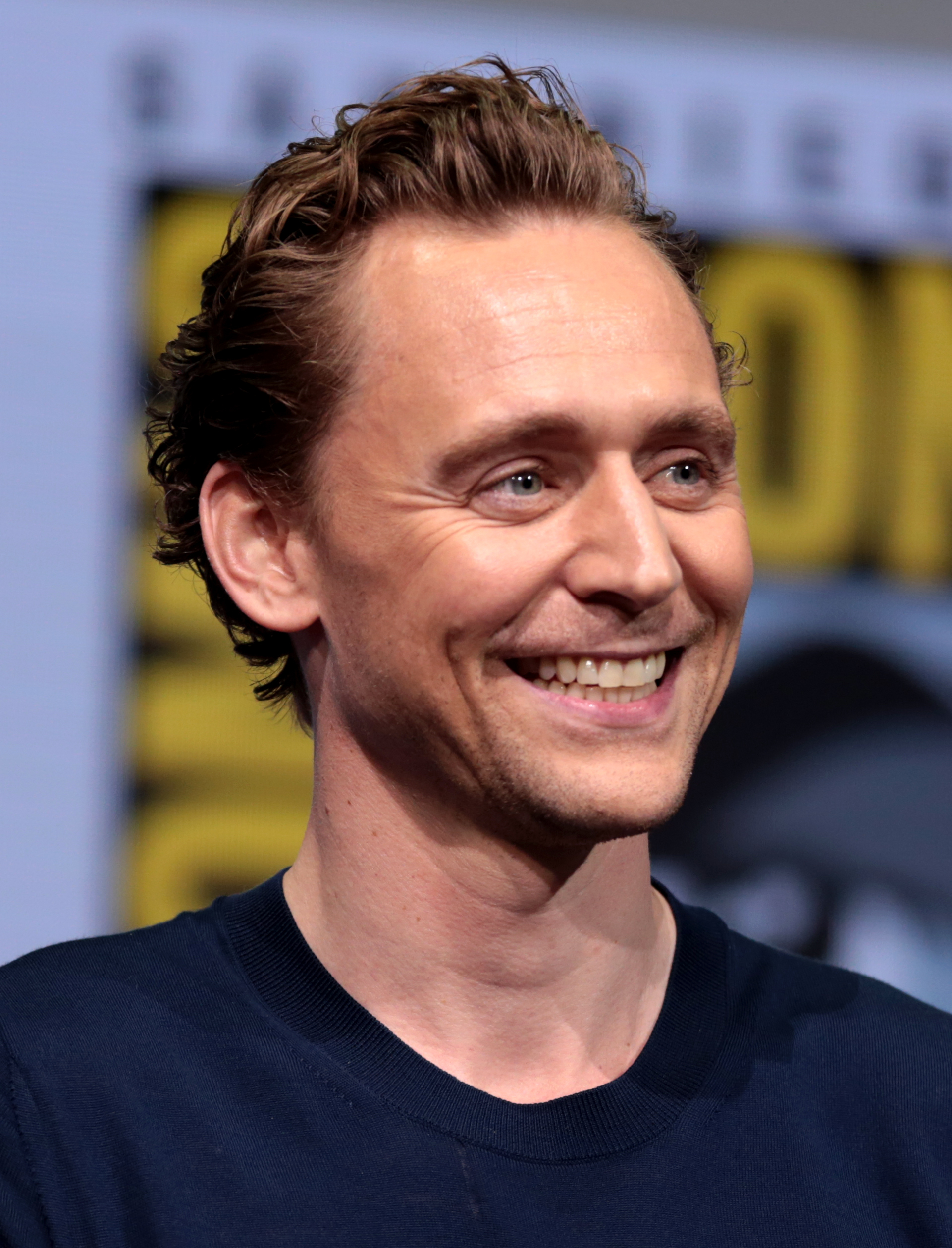
Гіддлстон на просуванні фільму " Месники: Війна нескінченности" на San Diego Comic-Con 2017

Том Гіддлстон заявив, що «Локі схожий на коміксову версію Едмунда в „Королі Лірі“, але неприємніше». Гіддлстон заявив, що йому довелося дотримуватися суворої дієти перед початком зйомок, тому що режисер Кеннет Брана «хоче, щоб Локі виглядав худим і голодним, як Кассій в „Юлії Цезарі“. Фізично він не може видавати себе за Тора». Гіддлстон також спостерігав за Пітером О'Тулом для натхнення для Локі, пояснивши: «Цікаво, що [Кеннет Брана] сказав спостерігати за Пітером О'Тулом у двох конкретних фільмах: „Лев узимку“ та „Лоуренс Аравійський“. Що цікавого в … його виступі [в ролі короля Генріха], так це те, що ви бачите, наскільки він пошкоджений. [У його виконанні] є грубість; це майже так, як якщо б він жив зі здертим шаром шкіри. Він грандіозний, сповнений сліз і в одну мить стає веселим, а потім лякає. Чого ми хотіли, так це такої емоційної нестабільности. Це інший стиль гри, це не зовсім одне й те саме, але так захоплююче повернутися і подивитися, як такий великий актор, як О'Тул, направляється до цих великих високих горбах». Тед Олпресс виконує роль молодого Локі.
Про еволюцію свого персонажа від «Тора» до «Месників» Гіддлстон сказав: «Я думаю, що Локі, якого ми бачимо в „Месниках“, просунувся далі. Ви повинні задати собі питання: наскільки приємно зникати в червоточині, створеної якимось суперядерним вибухом його власного виготовлення? Тому я думаю, що до того часу, коли Локі з'явиться в „Месниках“, він дещо побачив». Про мотиви Локі Гіддлстон сказав: «На початку „Месників“ він приходить на Землю, щоб підпорядкувати її, і його ідея полягає в тому, щоб правити людською расою як їх король. І, як всі маячні автократи людської історії, він вважає, що це чудова ідея, тому що, якщо всі будуть зайняті поклонінням йому, воєн не буде, тому він створить свого роду мир у всьому світі, правлячи ними як тиран. Але він також частково помиляється в тому факті, що він думає, що необмежена влада дасть йому самоповагу, тому я не пропускаю з уваги той факт, що він все ще мотивований цієї жахливої ревнощами і свого роду духовним спустошенням». Гіддлстон також знімався в сценах для фільму «Месники: Ера Альтрона», але його сцени були виключені з театральної версії, тому що режисер Джосс Відон не хотів, щоб фільм відчувався «переповненим».
У фільмі «Тор 2: Царство темряви» Локі укладає непросту спілку з Тором проти Темних ельфів. Про те, куди він хотів би привести персонажа у фільмі, Гіддлстон сказав: «Я б хотів довести [Локі] до його абсолютного дна. Я б хотів побачити, як він, по суті, поступиться своїм самим темним інстинктам. Потім, впавши на саме дно, можливо, підніметься наверх. Я думаю, що мене приваблює в грі Локі те, що в історії мітології, коміксів і скандинавських мітах він постійно танцює на цій лінії розлому темної сторони і спокути». Гіддлстон згадував: «Коли я зустрів Алана [Тейлора], він запитав мене, як я вважаю я зможу знову зіграти Локі, не повторюючись, і я згадав розмову з Кевіном Фійгі, коли ми були в рекламному турі „Месників“. Я сказав: „Добре, ви бачили, як Тор і Локі ворогували вже в двох фільмах. Було б дивно побачити, як вони борються пліч-о-пліч. Я вже двічі був поганим хлопцем, так що я не можу бути знову, інакше я не повинен був зніматися у фільмі. Тому ми повинні знайти для мене нову роль“».
Гіддлстон цікавило, як змінилася поведінка Локі до моменту подій фільму «Тор: Рагнарек», сказавши: «Він завжди був обманщиком. Це спроба знайти для нього нові способи бути сміливим». Бувши правителем Асґарда наприкінці фільму «Тор 2: Царство темряви» (2013), Гіддлстон зазначає, що «Локі присвятив більшу частину своїх зусиль самозакоханим самовихвалянням. Не так багато на хороше управління». Він також додав, що «думка про те, що Тор може бути байдужий до Локі, турбує його… це цікавий розвиток подій».
Що стосується смерті Локі на початку «Війни нескінченности», Гіддлстон висловив думку, що «він дуже сильний, він називає себе Одінсоном, і це закриває всю подорож Локі і те, що він може зробити», також зазначивши, що смерть Локі демонструє, наскільки сильний Танос, готуючи грунт для боротьби проти нього.
У «Локі» (2021) Управління часовими змінами позначило стать Локі в серіалі як «флюїдний», на знак поваги до статевої флюїдности персонажа в Marvel Comics і скандинавській мітології. Гіддлстон сказав, що "широта і діапазон ідентичности, закладені в персонажа, були підкреслені, і це те, про що я завжди знав, коли я вперше отримав роль 10 років тому… Я знаю, що це було важливо для Кейт Херрон і Майкла Волдрона і для всієї команди. І ми дуже добре розуміли, що це те, за що ми відчували себе відповідальними ".

### Зовнішній вигляд і спецефекти

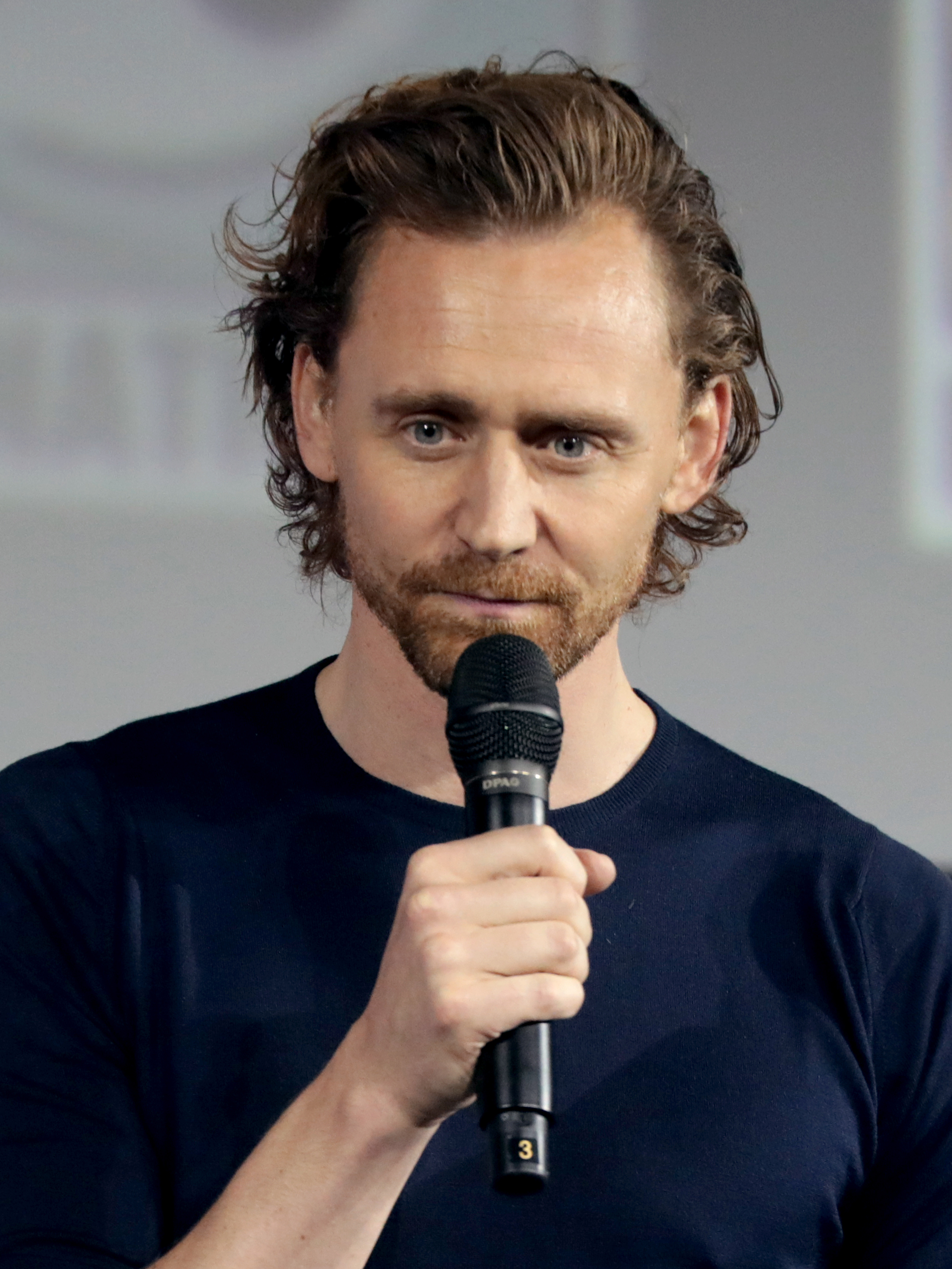
Гіддлстон просуває «Локі» на San Diego Comic-Con 2019

Гіддлстон зазначив, що його трансформація в Локі вимагала фарбування його природно світлого волосся і перетворення його природно рум'яної шкіри дуже блідою, заявивши:
|  | «Зробивши його з цими чорними, як вороняче крило, волоссям і зблідши всім кольором мого обличчя, це змінило мої риси. Раптово мої блакитні очі здаються набагато блакитніше, що надає моєму обличчю суворість. І навіть у моїй власній усмішці є перекручена загроза. Все, що проходить через мене природним чином, спотворюється». |

Костюм Локі в «Торі», розроблений главою відділу візуального розвитку Marvel Чарлі Венем, адаптував елементи з коміксів, додавши елементи, що додають йому футуристичного вигляду, що відображає ставлення до магії в фільмах про Тора як до просто високорозвиненою технології. Як і інші репрезентації Асґарда, зокрема, включаючи костюми Тора і Одіна, він також посилався на скандинавські символи. Вень заявив, що він «спроєктував обладунки Локі так, щоб вони були більш відверто ритуальними, ніж практичними», відповідно до того, що персонаж більше зосереджений на боротьбі за владу, ніж на участі в битві.
Гіддлстон сказав, що роги, які він носив як частина його костюма Локі, важили близько 30 фунтів, внаслідок чого в одному випадку під час знімання «Месників» він попросив колегу Кріса Гемсворта реально вдарити його по обличчю, тому що вага рогів не давав йому прикинутися, що його вдарили.

## Вигадана біографія персонажа

### Походження
Локі народився Крижаним велетнем і був кинутий в дитинстві своїм батьком Лафеєм, але його знайшов Одін під час вторгнення до царства Льодяних велетнів у Йотунгеймі. Одін використовував магію, щоб зробити Локі схожим на Асґардця, і виховав його як сина разом з біологічним сином Одіна, Тором. Під час його виховання дружина Одіна, Фрігге, навчила Локі користуватися магією. Він використовував ці здібності протягом всього свого життя, постійно обманюючи свого прийомного брата Тора, а також здійснюючи пограбування на Землі під псевдонімом Ді Бі Купер. Він був озлоблений протягом всього свого виховання, розуміючи, що Один нехтує ним на користь Тора, і, таким чином, замість цього зблизився зі своєю прийомною матір'ю Фрігге.

### Перша зрада Асґарда
Сотні років по тому Локі спостерігає, як Тор готується зійти на трон Асґарда. Це переривається Крижаними велетнями, яких Локі впустив в Асґард, які намагаються повернути артефакт під назвою Скринька, котрий був захоплений Одіном під час війни сторіччя назад. Потім Локі маніпулює Тором, щоб той вирушив до Йотунгейма всупереч наказу Одіна, щоб протистояти Лафею, лідеру Льодяних велетнів. Битва триває до тих пір, поки Одін не втручається, щоб врятувати Асґардців, руйнуючи крихке перемир'я між двома расами. Локі виявляє, що він біологічний син Лафея, усиновлений Одином після закінчення війни. Після того, як Один вигнав Тора на Землю, Локі розпитує Одина про його походження, і втомлений Один впадає в глибокий «Сон Одина», щоб відновити свої сили. Локі займає трон замість Одина і пропонує Лафею шанс убити Одина і повернути Скриньку. Сиф та Войовнича Трійця, незадоволені Локі, намагаються повернути Тора з вигнання, переконуючи Геймдалля, воротаря Бівреста (засобу пересування між світами) відкрити їм прохід на Землю. Знаючи про їх план, Локі посилає Руйнівника, представленого незнищенним автоматоном, слідувати за ними і вбити Тора. Руйнівник залишає Тора на межі смерті, але його жертва робить його гідним повернення з вигнання, і він відновлює свої сили і перемагає Руйнівника. Після цього Тор йде зі своїми товаришами-Асґардцями, щоб протистояти Локі. В Асґарді Локі зраджує і вбиває Лафея, розкриваючи свій істинний план використовувати замах Лафея на життя Одіна як привід, щоб знищити Йотунгейм за допомогою Бівреста, тим самим довівши, що він гідний Одіна. Тор прибуває і бореться з Локі, перш ніж знищити Біврест, щоб зупинити план Локі, без можливости покинути Асґард. Одін пробуджується і запобігає падінню братів до прірви, створеної в результаті руйнування мосту, але після того, як Одін відкидає благання Локі про схвалення, Локі дозволяє собі впасти в прірву.
У космосі Локі зустрічає «Іншого», лідера позаземної раси, відомої як чітаурі. В обмін на повернення Тесеракта,  потужного джерела енергії невідомого потенціалу, «Інший» обіцяє Локі армію, за допомогою якої він зможе підпорядкувати Землю. Пізніше Еріка Селвіґа доставляють в установу "Щ.И.Т.", де Нік Ф'юрі відкриває портфель і просить його вивчити таємничий куб. Локі, невидимий, пропонує Селвіґу погодитися, і він погоджується.

### Атака на Землю
У 2012 році Локі атакує віддалений дослідний центр "Щ.И.Т.", Використовуючи скіпетр, який контролює розуми людей і який, в таємниці від нього, підсилює ненависть Локі до Тора і жителів Землі. Він використовує скіпетр, щоб промити мізки Клінту Бартону і доктору Еріку Селвіґу, і краде Тесеракт. У Штутгарті Бартон краде іридій, необхідний для стабілізації потужности Тесеракта, в той час як Локі відволікає увагу, що призводить до короткої конфронтації зі Стівом Роджерсом, Тоні Старком і Наташею Романовою, яка закінчується тим, що Локі дозволяє захопити себе в полон. Поки Локі супроводжують в "Щ.И.Т." На квінджеті, прилітає Тор і забирає його, сподіваючись переконати його відмовитися від свого плану. Проте, Тор врешті-решт доставляє Локі на літаючий авіаносець "Щ.И.Т.", Гелікерієр. Після прибуття Локі помістили до в'язниці, в той час як Брюс Беннер і Старк намагаються знайти Тесеракта. Агенти, що знаходяться під контролем Локі, атакують Гелікерієр, виводячи з ладу один з його двигунів у польоті і змушуючи Беннера перетворитися на Галка. Тор намагається зупинити руйнування, спричинені Галком, і Локі вбиває агента Філа Колсона і викидає Тора з Гелікерієра, а сам незабаром утікає. Локі використовує Тесеракт у поєднанні з пристроєм, створеним Селвіґом, щоб відкрити червоточину над Вежею Старка в Нью-Йорку для флоту чітаурі в космосі, починаючи своє вторгнення. Месники прибувають і збираються на захист міста. Коли чітаурі в кінцевому рахунку переможені, Галк нападає на Локі і знешкоджує його в Башті, перш ніж Локі заарештовують і доставляють в Асґард.
Локі захоплений Месниками і повернений Тором в Асґард, щоб бути ув'язненим у в'язницю за свої злочини на Мідґарді (Землі) за допомогою Тесеракта.

### Битва з Темними ельфами
У 2013 році Темні ельфи на чолі з Малекітом атакують Асґард, шукаючи Джейн Фостер, в чиє тіло вторглася неземна сила, знана як Ефір. Малек і його жахливий лейтенант Курс вбивають прийомну матір Локі Фрігге, яка навчала Локі магії. Тор неохоче звільняє Локі, який погоджується відвести Тора до секретного порталу в Свартальфгеймі, будинок Темних ельфів, в обмін на обіцянку Тора помститися за їхню матір. У Свартальфгеймі Локі, схоже, зраджує Тора, фактично обманом примушуючи Малекіта витягнути Ефір з Джейна, але спроба Тора знищити оголену речовину зазнає невдачі. Малек зливається з Ефіром і йде на своєму кораблі, коли Локі, схоже, смертельно поранений, рятуючи Тора від Курса, якого Локі зміг вбити за допомогою обману. Тор в кінцевому рахунку перемагає Малекіта в битві в Гринвічі і повертається в Асґард, щоб відхилити пропозицію Одіна зайняти трон, і розповідає Одіну про жертву Локі. Після того, як Тор йде, показано, що Локі дійсно вижив і зайняв місце Одіна на троні, замаскувавшись під Одіна.

### Руйнування Асґарда
З 2013 по 2017 рік Локі правив Асґардом, замаскувавшись під Одіна, тримаючи справжнього Одіна закляттям на Землі. Протягом цього часу замаскований Локі відправляє Сіф на Землю з місією, а потім виганяє її з Асґарда.
У 2017 році Тор повертається в Асґард і потрпляє в тенета Локі, змушуючи Локі відкритися враженим Асґардцям. Після того, як Локі говорить Тору, де знаходиться Одін, Тор забирає його назад на Землю, в Нью-Йорк. Локі потрапляє в пастку через портал Стівена Стренджа, бо він є загрозою Землі, перш ніж його і Тора відправляють через інший портал до Норвегії, де вони знаходять вмираючого Одіна, який пояснює, що його відхід дозволить його первістку, Хелі, втекти з в'язниці, в якій вона була замкнена давним-давно. З'являється Хела, руйнуючи Мйольнір, до жаху Локі, і виштовхує Тора і Локі з Бівреста в космос. Локі приземляється на планеті Сакаар і швидко завойовує прихильність правителя цього світу, Гранмайстра. Пізніше Тор робить падіння на Сакаарі і потрапляє в полон до работоргівців Валькірії, колишнього члена стародавнього ордена Валькірій, переможених Гелою. Переконавши Валькірію і Локі допомогти, вони викрадають корабель, на якому можна втекти через червоточину в Асґард, але не раніше, ніж Локі знову спробує зрадити Тора, внаслідок чого Тор залишає Локі на Сакаарі. Однак Локі знаходять Корґ, Мік і інші, які приєднуються до нього на борту великого судна, вкраденого у Грандмайстра під назвою «Володар». Він змушує їх повернутися в Асґард і допомогти Асґардцям уникнути битви між силами Тора і Гели, проголосивши себе при цьому їх рятівником. Під час битви, за наказом Тора, Локі вирушає в сховище Одіна і поміщає корону Суртура у вічне полум'я, яке зберігається там. Внаслідок цього з'являється величезна форма Суртура і знищує Гелу і Асґард. Однак в процесі цього він викрадає Тесеракт зі сховища Одіна. Тор, коронований цар, вирішує забрати Асґардців на Землю, не дивлячись на побоювання Локі з приводу того, як його там приймуть.

### Смерть
Під час польоту на Землю в 2018 році Локі і Тор були перехоплені великим космічним кораблем, на борту якого знаходилися Танос і його діти, попереджені про їх місцезнаходження присутністю Тесеракт, який знаходиться у Локі. Знищивши половину Асґардців на борту, в той час як інші врятувалися втечею за допомогою рятувальних капсул, Танос, який володіє Каменем Сили, перемагає Тора і Галка, вбиває Геймдалля і забирає Камінь Простору з Тесеракт, який Локі передає йому, щоб врятувати життя Тора. В останньому акті самопожертви Локі прикидається, що присягає на вірність Таносу, але лише для того, щоб спробувати перерізати йому горло. Танос перехоплює атаку одним зі своїх Каменів Нескінченности та вбиває Локі, звернувши йому шию, залишивши його тіло лежати в обіймах брата.

## Альтернативні версії

### Локі
Кілька «варіантів» Локі з'являються в «Месниках: Завершення» і «Локі».

#### Управління часовими змінами
Варіант L1130 Локі (актор — Том Гіддлстон) краде Тесеракт в альтернативному 2012 році під час «Хронональоту» Месників і тікає після битви за Нью-Йорк, формуючи нову часову лінію.
У подальших подіях Локі узятий під варту Управлінням часовими змінами (УЧЗ), в той час як нова часова лінія перезапущена і вилучена. Суддя УЧЗ Равон Ренслеєр називає його збіглим варіантом, що підлягає «перезапуску». Однак агент УЧЗ Мобіус М. Мобіус втручається і відводить Локі в Театр часу, де він розглядає минулі проступки Локі і ставить під сумнів його справжній мотив заподіяння шкоди людям. Зрозумівши, що Камені Нескінченности не можуть йому допомогти, а також побачивши своє майбутнє, в тому числі власну смерть від руки Таноса, він погоджується допомогти Мобіусу зупинити втікача варіанти самого себе.
Локі приєднується до місії УЧЗ після засідки, влаштованої збіглим варіантом Локі в 1985 році в Ошкош у Вісконсіні. Локі тягне час, але Мобіус розуміє його план. Після деяких досліджень Локі передбачає, що цей Варіант ховається поблизу апокаліптичних подій, таких як Рагнарок Асґарда, де насувається руйнування означає, що їх дії не можуть змінити часову лінію, тим самим приховуючи їх від УЧЗ. Локі і Мобіус підтверджують цю можливість, відвідавши Помпеї в 79 році н. е . Подорожуючи до Алабами 2050 року, вони стикаються з Варіантом, який відкидає пропозицію Локі працювати разом, щоб повалити Хранителів часу, перш ніж розкрити себе як жіночий варіант Локі. Потім Варіант використовує заряди перезавантаження УЧЗ, щоб «розбомбити» часову лінію, створюючи нові гілки часової лінії, щоб зайняти мінітменів організації, перш ніж втекти через портал до УЧЗ, щоб вбити Хранителів часу, і Локі переслідує її.

#### Спілка з Сільві
Після конфронтації в УЧЗ Локі, використовуючи свій TemPad, переміщує Варіант на Ламентіс-1, планету, яка буде знищена метеоритним дощем. Обидва не можуть втекти через те, що у TemPad закінчилася потужність. Погодившись вступити в союз один з одним, Варіант представляється Локі під псевдонімом «Сільві» і пропонує перемир'я, щоб втекти з планети. Пара пробирається на борт поїзда, що прямує в «Ковчег», космічний корабель, призначений для евакуації Ламентіса-1, щоб відкачати його енергію і перезарядити TemPad. У поїзді Локі напивається і зчиняє гамір, внаслідок чого його і Сільві виявляють і виганяють охоронці. Йдучи до «Ковчегу», щоб замість цього захопити його і покинути планету, щоб запобігти його знищенню, як відповідно до Священної лінії часу, Локі запитує про здатність Сільві до навіювання, дізнавшись, що агенти УЧЗ самі є варіантами; Локі розкриває Сільві, що агенти УЧЗ, включаючи Мобіуса, не знають, що вони є варіантами. Зі зламаним TemPad пара пробивається крізь охорону і метеоритний дощ до «Ковчегу», але лише для того, щоб побачити, як він руйнується метеоритом, як тільки вони добираються до нього, і у них більше немає можливости втекти.
На Ламентисі-1 Сільві розповідає Локі, що втекла з УЧЗ, коли її збиралися заарештувати в дитинстві. Локі і Сільві заводять романтичний зв'язок, створюючи бічну часову лінію, яку УЧЗ ніколи не бачило. Мобіус рятує їх двох з Ламентіса і заарештовує їх обох, караючи Локі, залишаючи його в часовій петлі з його минулого. Після того, як Мобіус висміює Локі за те, що він закохався в Сільві, Локі каже йому, що всі, хто працює на УЧЗ, є варіантами, і Мобіус починає розслідувати цю. Тепер, дізнавшись про своє минуле, Мобіус, знайшовши докази, звільняє Локі з петлі, але незабаром стикається з Ренслеєр і його видаляють. Локі і Сільві доставляють до Зберігача часу в супроводі Ренслейер і її мінітменів. Втручається Мисливець В-15, звільняючи Локі і Сільві від стримуючих їх нашийників, і в подальшій сутичці мінітмени вбиті, в той час як Сільві позбавляє Ренслейер свідомости. Потім Сільві обезголовлює одного з Хранителів часу, які виявляються андроїдами. Локі готується розповісти Сільві про свої почуття, але Ренслеєр приходить до тями і видаляє його. Він прокидається в постапокаліптичному світі, що отримав назву «Пустота», в оточенні багатьох інших варіантів Локі, які запрошують його приєднатися до них.

#### Виживання у порожнечі
Локі дізнається від інших своїх варіантів, що схожа на хмару істота на ім‘я Аліот охороняє Порожнечу і не дає нікому втекти. Хвалькуватий Локі намагається зрадити інших Локі заради іншого варіанту Локі (який був обраний президентом у своїй часової лінії), внаслідок чого зав'язується бійка, що змушує Локі і його варіантів-союзників бігти. Після возз'єднання з Локі Сільві пропонує план наблизитися до Алиота і зачарувати його, в надії, що це приведе їх до цього творцеві УВИ, в той час як Мобіус телепортується назад в УВИ. Дитина Локі і Алігатор Локі тікають, в той час як Класичний Локі створює велику ілюзію Асґарда, щоб відвернути Алиота, і жертвує собою в процесі. Це дозволяє Локі і Сильвія успішно зачарувати істота і пройти повз Порожнечі. Помітивши цитадель на передньому плані, пара прямує до неї.

#### Зустріч із Тим, хто залишився
У Цитаделі в кінці часів Локі і Сильвія зустрічають Міс Хвилинку і відхиляють пропозицію її творця, «Того, хто залишається», повернути їх в часову лінію з усім, що вони бажають. «Той, хто залишається» розкриває Локі і Сильвії, що він створив УЧЗ після закінчення війни мультивсесвіту, викликаної його варіантами. Коли часова лінія починає розгалужуватися, він пропонує для них вибір: убити його і закінчити єдину часову лінію, викликавши ще одну війну мультивсесвіту, або стати його наступниками в нагляді за УЧЗ. Сильвія вирішує вбити його, в той час як Локі благає її зупинитися. Вони цілуються, але Сільві відправляє Локі назад в штаб-квартиру УЧЗ. У штаб-квартирі УЧЗ Локі попереджає B-15 і Мобіуса про варіанти «Того, хто залишається», але вони його не впізнають. Локі бачить, що статуя, схожа на «Того, хто залишається», замінила статуї Хранителів часу.

#### Мультивсесвіт божевілля
The Hollywood Reporter повідомляє, що Гіддлстон повторить свою роль варіанта L1130 Локі у фільмі «Доктор Стрендж у мультивсесвіті божевілля».

### Сільві
Жіночий варіант Локі на ім'я Сільві Лафейдоттір (актриса — Софія Ді Мартіно), також звана «Варіантом», була заарештована УЧЗ у дитинстві в альтернативній реальності і відтоді ховається в апокаліптичних події. Вона виступає проти УЧЗ, прагнучи «звільнити» Священну лінію часу. Вона використовує здатність володіти чужими тілами для досягнення своїх цілей. Після вбивства кількох команд мінітменів УЧЗ і крадіжки їх зарядів перезавантаження, Локі вистежує її до урагану в 2050 році в Алабамі, де, відхиливши його пропозицію працювати разом, щоб повалити Хранителів часу, і показавши себе йому, вона виконує свою схему; телепортуючи вкрадені заряди в різні місця в просторі-часі, де вони активуються, «бомблячи» Священну лінію часу і відправляючи лінію часу в хаос. Вона переміщується в УЧЗ, і Локі слід за нею.
В УЧЗ Сільві і Локі стикаються з Ренслеєр. Коли Сільві загрожує вбити Локі, Локі використовує TemPad, щоб телепортувати їх на місяць Ламентіс-1 у 2077 році, коли вона руйнується падаючою планетою. Після того, як між Сільві та Локі зав'язується романтичний зв'язок їх заарештовує УЧЗ. Мисливець В-15 відводить Сільві в Roxxcart в 2050 році, щоб дізнатися правду про себе і дізнатися більше про її життя до УЧЗ. Локі і Сільві доставляють до Зберігача часу в супроводі Ренслеєр і її мінітменів. Мисливець В-15 втручається, звільняючи їх від стримуючих їх нашийників, і в подальшій сутичці мінітмени вбиті, в той час як Сільві вирубує Ренслеєр. Потім Сільві обезголовлює одного з Хранителів часу, які виявляються андроїдами. Ренслеєр приходить до тями і видаляє Локі якраз в той момент, коли він готується щось сказати Сільві. Розлючений очевидною смертю свого єдиного друга, Сільві вимагає від Ренслейер правди про УЧЗ.
Сільві дізнається від Ренслеєр, що Локі телепортувався в Порожнечу, вимірювання Наприкінці часів, куди скидається все, що видаляє УЧЗ. У спробі дістатися до Локі Сільві видаляє себе і ледве врятується від Аліота за допомогою Мобіуса. Після возз'єднання з Локі Сільві пропонує план, як наблизитися до Аліота і зачарувати його, в надії, що це приведе їх до цього творцеві УЧЗ. За допомогою інших своїх варіантів, Локі і Сільві успішно зачаровують істоту і проходять повз Порожнечі. Помітивши цитадель на передньому плані, пара прямує до неї.
У Цитаделі наприкінці часів Локі і Сільві відкидають пропозицію «Того, хто залишається» повернути їх у часову лінію з усім, що вони бажають, а Сільві має намір відновити свободу волі. «Той, хто залишається» розкриває Локі і Сільві, що він створив УЧЗ після закінчення війни мультивсесвіту, викликаної його варіантами. Коли лінія часу починає розгалужуватися, він пропонує їм можливість керувати УЧЗ. Сільві вирішує вбити його, вважаючи, що він бреше, в той час як Локі благає її зупинитися. Вони цілуються, але Сільві відправляє Локі назад в штаб-квартиру УЧЗ, вбиває «Того, хто залишається» і розпускає мультивсесвіту.

#### Зовнішній вигляд
Художник по костюмах «Локі» Крістін Вада і режисер Кейт Геррон планували, що Сільві спочатку буде «загадковою і частково андрогінною», уникаючи того, що її подальше розкриття особистости стало «повною грою на гендері», скоріше, дозволяючи персонажу розвиватися самостійно «як сильна жіноча роль» без надмірної сексуалізації. Вигляд Сільві уособлює персонажа, який є «бійцем», може стояти самостійно і готовий брати участь в боях і бігах. Замість обладунків, виготовлених на замовлення, зазвичай видаються жіночим персонажам коміксів для поліпшення силуетів, художник по костюмах намір не проводити відмінностей між чоловічим і жіночим одягом в серіалі. Костюм Сільві включає в себе шаровари з відкритою промежиною, які підкреслюють рух рівною мірою як в облягаючих штанах, або в костюмі з спандекса. Вада вирішила привнести цей приземлений аспект у зовнішності Сільві в сюжетну лінію з елементами магії, заявивши, що «Я більше вірю в те, що хтось може боротися, коли він в міцному черевику, а не на парі високих каблуків… функція є такою ясною і важливою річчю, на яку слід посилатися при будь-якому хорошому дизайні».

### Інші варіанти
- Варіант Локі, який отримав назву Хвалькуватий Локі (актор — ДеОбія Опарей), володіє молотом і робить дикі перебільшення про свої досягнення. Хвалькуватий Локі намагається зрадити Дитину, Алігатора і Класичного варіантів, об'єднавшись з Президентом Локі, щоб правити Порожнечею, але зазнає невдачі.
- Рептильний варіант Локі, який отримав назву Алігатор Локі живе в порожнечі разом з іншими варіантами Локі. Головний сценарист «Локі» Майкл Волдрон включив його «тому що він зелений», описавши це як «нешанобливий» додаток. Режисер Кейт Херрон використовувала «мультяшних» іграшку алігатора під час зйомок, дозволяючи акторам взаємодіяти з ним, а екранна версія була створена за допомогою CGI.[44]
- Молодший варіант Локі, який отримав назву Дитина Локі (актор — Джек Віл), створив подія Нексуса, убивши Тора. Він вважає себе королем Порожнечі.[45][46] Він оснований на однойменному персонажі з Marvel Comics.
- Літній варіант Локі, який отримав назву Класичний Локі (актор — Річард Е. Ґрант), постарів на ізольованій планеті після того, як обдурив Таноса та інсценував свою смерть. Класичний Локі має здатність створювати великі, більш складні ілюзії, ніж Локі.[47] Ця версія жертвує собою, створюючи ілюзію Асґарда, щоб дозволити Сільві і Локі зачарувати Аліота. Його костюм був натхненний дизайном Джеком Кірбі з коміксів 1960-х років.[47]
- Варіант Локі, який отримав назву Президент Локі (актор — Том Гіддлстон), створив подію Нексуса, ставши президентом у своїй часової лінії. Він намагається правити Порожнечею з армією інших варіантів, і він не в ладах з Дитиною Локі.[46] Гіддлстон назвав Президента Локі «найгіршим з поганої компанії», описавши його як «найменш вразливого, найбільш автократичного і жахливо амбітного персонажа, який, здається, не відчуває співчуття або турботи про кого-небудь ще».[48] Його костюм був натхненний чотирисерійним коміксом «За Локі».[49][50]

### А що як...?

#### Підкорення Мідґарда
В альтернативному 2011 році, після смерті Тора під час його вигнання на Землю, Локі прибуває з армією Асґарда, щоб помститися за нього. Зіткнувшись з Ніком Ф’юрі та Щ.И.Т., він перемагає їх за допомогою «Скрині стародавніх зим», перш ніж погрожувати перетворити весь світ на лід. Після переговорів з Ф’юрі він погоджується дати йому до наступного сходу сонця, щоб знайти вбивцю Тора, якого Ф’юрі вважає Генком Пімом. Двоє протистоять йому в Сан-Франциско і перемагають його, але Локі вирішує залишитися на Землі і швидко стає її правителем.
Через деякий час Ф’юрі збирає рух опору, щоб повалити Локі, і починається битва між Щ.И.Т.ом і асґардськими силами Локі. Якраз у той момент, коли Локі збирається оголосити перемогу, Спостерігач залучає Наташу Романову з іншої реальності, де Альтрон володів тілом Віжена і вбив Месників. Вона підкоряє Локі за допомогою його скіпетра.

#### Принц крижаний велетень
В альтернативному 965 році нашої ери Одін повертає немовля Локі Лафею, а не усиновлює його, внаслідок чого Локі виріс і стає принцом Крижаним велетнем Йотунгейма. Пізніше Локі і Тор зустрічаються за невідомих обставин і стають найкращими друзями. 2011 року Локі відвідує міжгалактичну вечірку Тора на Землі разом зі своїми друзями Крижаними велетнями, які вандалізують гору Рашмор. Локі випадково перешкоджає Джейн Фостер зв'язатися з Тором, коли через його великі пальці морозного гіганта він упускає і розбиває мобільний телефон Тора. Пізніше він і його Крижані велетні відправляють Лондонське око в одному напрямку. Коли Тор залякує гостей вечірки, щоб вони прибрали, а також згадує, що Фріґґа приходить, товариші Локі Крижані велетні повернули Лондонське око на його підставку.

## Реакція
Персонаж Локі «був улюбленцем фанатів відтоді, як він зіграв центральну роль у „Месниках“ 2012 року», ставши «одним з найулюбленіших персонажів КВМ». Гіддлстон отримав ряд номінацій і нагород за свій виступ в ролі цього персонажа.
| Рік  | Фільм                    | Нагорода            | Категорія                     | Результат | Прим.  |
| ---- | ------------------------ | ------------------- | ----------------------------- | --------- | ------ |
| 2011 | «Тор»                    | «Scream»            | Найкращий чоловічий персонаж  | Номінація | [ 53 ] |
| 2012 | «Тор»                    | «Імперія»           | Найкращий дебют               | Перемога  | [ 54 ] |
| 2012 | «Тор»                    | «Сатурн»            | Найкращий актор другого плану | Номінація | [ 55 ] |
| 2012 | «Месники»                | Teen Choice Awards  | Choice Movie: Лиходій         | Номінація | [ 56 ] |
| 2013 | «Месники»                | Kids' Choice Awards | Улюблений лиходій             | Номінація | [ 57 ] |
| 2013 | «Месники»                | MTV Movie Awards    | Найкращий лиходій             | Перемога  | [ 58 ] |
| 2014 | «Тор 2: Царство темряви» | «Імперія»           | Найкращий актор другого плану | Номінація | [ 59 ] |
| 2014 | «Тор 2: Царство темряви» | «Сатурн»            | Найкращий актор другого плану | Номінація | [ 60 ] |
| 2018 | «Тор: Раґнарок»          | Teen Choice Awards  | Choice Movie: Зірка екрану    | Номінація | [ 61 ] |